# Sixto Barrera
Sixto César Barrera Ochoa (ur. 17 września 1983) – peruwiański zapaśnik walczący w stylu klasycznym. Olimpijczyk z Pekinu 2008, gdzie zajął jedenaste miejsce w kategorii 74 kg.
Dwunasty zawodnik mistrzostw świata w 2011. Drugi w igrzyskach panamerykańskich w 2007, czwarty w 2003 i siódmy w 2011. Pięć medali na mistrzostwach panamerykańskich, złoty w 2008. Trzykrotny medalista igrzysk Ameryki Południowej, mistrz w 2006. Mistrz Ameryki Południowej w 2011. Cztery medale na igrzyskach boliwaryjskich, srebrne w 2001, 2005 i 2009 roku. Ukończył studia na Uniwersytecie Świętego Marka.